# Musikalienhändler
Der Musikalienhändler handelt mit Musikalien, das heißt mit gedruckten Noten, Musikinstrumenten, Tonträgern und Fachbüchern.

## Beschreibung
Die Tätigkeit eines Musikalienhändlers umfasst Kundenberatung, Beschaffung und Bestellung der Ware, Pflege und kleinere Reparaturen von Instrumenten sowie alle kaufmännischen Tätigkeiten wie Buchhaltung und Werbung.
Die Ausbildung existiert seit 1954 und dauert in der Regel drei Jahre, kann allerdings bei entsprechender Eignung verkürzt werden. Formale Einstellungsvoraussetzungen für die Ausbildung ist ein Hauptschulabschluss. Betrieblich wird  meist ein Realschulabschluss oder Abitur verlangt. Daneben können Notenkenntnisse oder das Spiel eines Instruments vorausgesetzt werden. In der Ausbildung finden zentralisierte Lehrgänge statt, um Einzelheiten über Musikgeschichte, Instrumenten-, Noten- und Verlagskunde zu übermitteln. Für den Beruf Musikalienhändler existieren keine gesonderten Klassen in der Berufsschule, so dass Auszubildende meist die Klassen von Einzelhandelskaufmännern oder Buchhändlern besuchen. Musikalienhändler arbeiten hauptsächlich im Groß- und Einzelhandel.
Die Musikalienhändler werden vertreten durch den Gesamtverband Deutscher Musikfachgeschäfte, der wiederum zum Dachverband der Musikwirtschaft und Veranstaltungstechnik (DVMV) gehört. Präsidentin des DVMV ist Ulrich Sauter.
Im Jahr 2009 wurde der Beruf neu geordnet und hat als neuer Ausbildungsberuf mit der Bezeichnung Musikfachhändler das Berufsbild des Musikalienhändlers abgelöst. Die bisherige Berufsbezeichnung ist aber nach wie vor sehr geläufig.